# Jubilejní háj (Nýdek)
Jubilejní háj v Nýdku je lesní porost vysázený v roce 1928 u příležitosti 10. výročí vzniku Československa. Nachází se na území obce Nýdek v Moravskoslezském kraji, v Slezských Beskydech pod vrcholem Polední.

## Historie a popis
Výsadba proběhla jako součást celorepublikových oslav první dekády samostatného Československa, kdy byly zakládány tzv. jubilejní háje, sady a aleje na památku roku 1918. Háj byl založen s účastí místních obyvatel, škol a spolků a měl nejen symbolický, ale i praktický význam – přispěl k zalesnění krajiny a podpoře původní dřevinné skladby regionu. 
Součástí hájku je také kamenný hranol s vytesaným letopočtem 1928. Rohy hájku jsou tvořeny čtyřmi menšími hraničními kameny se stejným letopočtem. Celková rozloha hájku je 0,25 ha.
Jedná se o smíšený lesní porost, složený převážně z buků, borovic a modřínů, s menším podílem dalších listnatých dřevin. V současnosti je součástí širšího lesního komplexu a slouží především jako hospodářský les.